# Wes Jackson

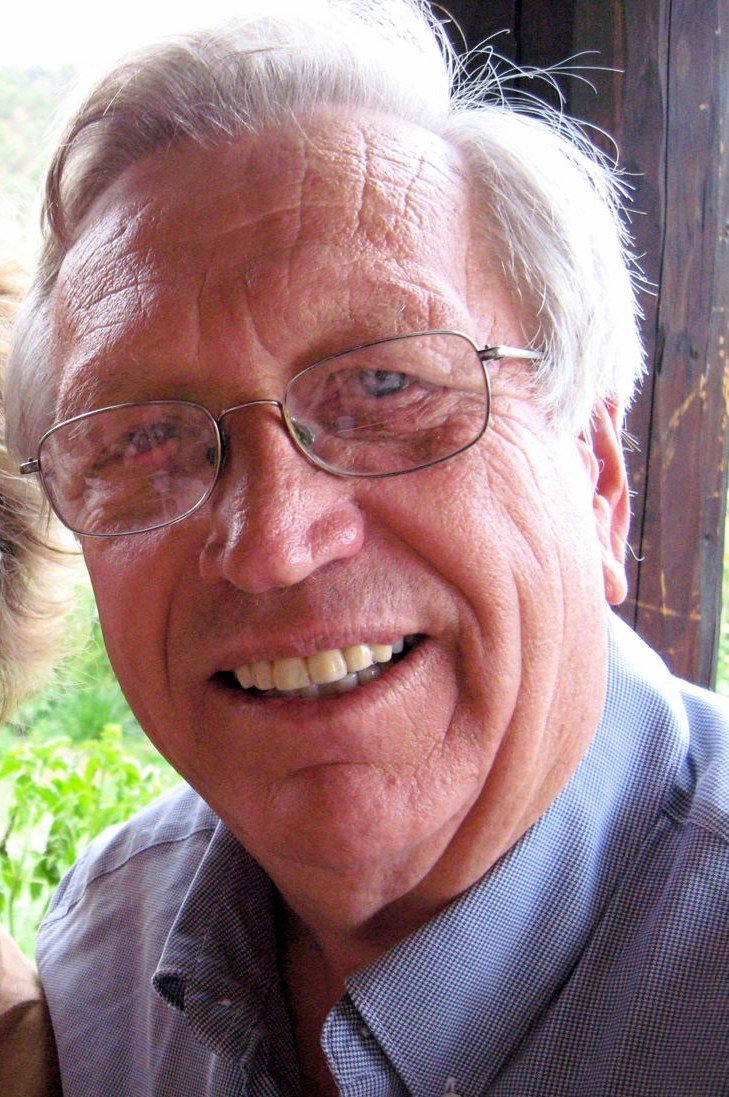
Wes Jackson

Wes Jackson (* 15. Juni 1936 in der Nähe von Topeka, Kansas) ist ein US-amerikanischer Biologe.
Jackson studierte Biologie und Botanik in Kansas und Genetik an der North Carolina State University. Er war Professor für Biologie an der Kansas Wesleyan und an der California State University in Sacramento.
1976 gründete er das „Land Institute“, das hauptsächlich daran forscht,
- winterfestes, ertragreiches und ökologisch tragfähiges mehrjähriges Getreide ("perennials") zu züchten,
- Gräser, Getreide für die CO2-Sequestrierung zu züchten,
- die Landwirtschaft durch den Einsatz mehrjähriger Nutzpflanzen nachhaltiger zu gestalten,
- Alternativen für den Einsatz fossiler Brennstoffe in der Landwirtschaft zu finden.

Wes Jackson kritisiert die heutige Form der Landwirtschaft, die seiner Ansicht nach eine Reduzierung der genetischen Vielfalt, ein Auslaugen des Bodens und eine Zerstörung ländlicher Gegenden zur Folge hat. Seine Vision ist eine nachhaltige Landwirtschaft auf Basis mehrjähriger Pflanzen und alternativer Anbaumethoden.
Wes ist Ratsmitglied des Weltzukunftsrats.

## Auszeichnungen
- 1992: MacArthur Fellowship
- 2000: Right Livelihood Award